# World Badminton Grand Prix 1983/Herrendoppel
Diese Liste enthält alle Finalisten im Herrendoppel bei den World-Badminton-Grand-Prix-Turnieren 1983.

## Austragungsorte
| Turnier           | Ort                  | IBF-Wertungskategorie | Sieger                           | Finalist                         | Ergebnis            |
| ----------------- | -------------------- | --------------------- | -------------------------------- | -------------------------------- | ------------------- |
| Swedish Open      | Malmö                | Kategorie 3           | Steen Fladberg Jesper Helledie   | Stefan Karlsson Thomas Kihlström | 4:15, 18:13, 15:10  |
| All England       | London               | Kategorie 1           | Stefan Karlsson Thomas Kihlström | Martin Dew Mike Tredgett         | 15:10, 15:13        |
| Weltmeisterschaft | Kopenhagen, Dänemark | Kategorie 1           | Steen Fladberg Jesper Helledie   | Martin Dew Mike Tredgett         | 15:10, 15:10        |
| Malaysia Open     | Kuala Lumpur         | Kategorie 4           | Christian Hadinata Bobby Ertanto | Park Joo-bong Sung Han-kuk       | 18:16, 12:15, 15:3  |
| Indonesia Open    | Jakarta              | Kategorie 2           | Rudy Heryanto Hariamanto Kartono | Christian Hadinata Bobby Ertanto | 15:9, 18:14         |
| Scandinavian Cup  | Lyngby, Dänemark     | Kategorie 4           | Rudy Heryanto Hariamanto Kartono | Martin Dew Mike Tredgett         | 12:15, 18:16, 15:11 |
| Canadian Open     | Ottawa               | Kategorie 4           | Jalani Sidek Razif Sidek         | Bob MacDougall Mark Freitag      | 15:3, 15:4          |
| Grand Prix Finale | Jakarta              | –                     | nicht ausgespielt                | nicht ausgespielt                | nicht ausgespielt   |